# Sophronica brunnea
Sophronica brunnea är en skalbaggsart som först beskrevs av Fisher 1940.  Sophronica brunnea ingår i släktet Sophronica och familjen långhorningar. Inga underarter finns listade i Catalogue of Life.